# Беспалов, Валентин Иванович
Валентин Иванович Беспалов (4 июня (16 июня) 1916, Камышин — 10 сентября 1999, Самара) — советский и российский прозаик, поэт, журналист. Член Союза писателей СССР и России.

## Биография
Участник Великой Отечественной войны, (доброволец Добровольческой дивизии Киевского района г. Москвы).
В 1949—1962 годах — сотрудник самарских (куйбышевских) газет «Волжский комсомолец» и «За Родину».

## Семья
Жена — Кузовкова Вера Семёновна, швея.
Сын — Беспалов Александр Валентинович, профессор, доктор технических наук, заместитель зав. кафедрой по научной работе.

## Творчество
Автор книг и сказок для детей, выпущенных в Куйбышеве.
В литературном наследии писателя — ряд публикаций краеведческого характера: созданные совместно с С. М. Табачниковым книги «Молодость в девяносто», «Вышки в Жигулях», «Ровесница Октября» и другие.
Более двадцати стихотворных текстов В. К. Беспалова стали песнями.
Печатался также под псевдонимом В. Волгин.

## Избранные произведения
- Путешественники 1949;
- На солнечной дороге. Сказки. 1950;
- Ежишка. 1955;
- Лиса и баран. 1956;
- Сказки. 1959;
- 100 сказок. 1962;
- Живой цветок. 1966;
- Три желания. 1968;
- Просяное зернышко. 1971;
- Горюч-камень. 1973;
- Ванька-встанька. 1976;
- Три ключика. 1981;
- Правдивая история. 1986;
- Не может быть. 1989;
- Сказки. 1989.